# François Triest van Gits
François Xavier Jean Joseph Triest van Gits (Kortrijk, 11 oktober 1771 - Willebroek, 25 december 1847) was burgemeester van Kortrijk.

## Levensloop
Triest was de zoon van Jean-François Triest de Gits (1744-1821), raadslid in Brugge, die in 1816, onder het Verenigd Koninkrijk der Nederlanden, erkenning van zijn adellijke status had bekomen door zijn opname, met de titel van baron, in de Ridderschap van de provincie West-Vlaanderen. Zijn volledige naam luidde Triest de Gits et Saint-Georges.
In het Verenigd Koninkrijk der Nederlanden was hij zeer orangistisch. Baron François-Xavier Triest werd lid van de Provinciale Staten van de provincie West-Vlaanderen en burgemeester van Kortrijk. Hij trouwde in Gent in 1808 met Henriette de Lichtervelde (1773-1862). Ze hadden een zoon en een dochter, maar in 1934 overleed de laatste nazaat.